# Jonas Høgh-Christensen
Jonas Høgh-Christensen (ur. 21 maja 1981 w Kopenhadze) – reprezentant Danii w żeglarstwie, srebrny medalista XXX Letnich Igrzysk Olimpijskich w Londynie, dwukrotny mistrz świata i dwukrotny brązowy medalista w klasie Finn.